# Détenus
Pour les articles homonymes, voir Prisonniers.
Pour plus de détails, voir Fiche technique et Distribution.
Détenus (titre original russe : Заключённые, Zakliuchonnye) est un long-métrage de propagande soviétique réalisé par Ievgueni Tcherviakov aux studios Mosfilm. Sorti en 1936, il est adapté par Nikolaï Pogodine de sa pièce Les Aristocrates, écrite en 1934, et raconte l'histoire de la construction du Belomorkanal, l'un des premiers grands chantiers à être réalisés par des détenus du Goulag,. Ce long métrage développe l'idée récurrente du cinéma soviétique, de la nécessité de rééducation des criminels par le travail,.

## Synopsis
Un nouveau groupe de prisonniers, dont l'ingénieur Sadovski, reconnu coupable de sabotage, arrive dans le camp du NKVD en Sibérie. Le criminel récidiviste surnommé Kostia le capitaine, interdit aux autres détenus d'aller au travail, perturbant ainsi le grand projet de construction communiste et entravant la rééducation des prisonniers. Mais l'administration du camp lutte avec tact et ténacité pour rétablir l'ordre...

## Fiche technique
- Titre : Détenus
- Titre original : Заключенные, Zaklyuchonnye
- Réalisation : Ievgueni Tcherviakov
- Scénario : Nikolaï Pogodine
- Photographie : Mikhaïl Gouindine, Boris Petrov
- Direction artistique : Boris Knoblok, Mikhaïl Kariakine, Viktor Panteleiev
- Musique : Iouri Chaporine
- Paroles des chansons : Sergueï Alymov
- Son : Sergueï Klioutchevski
- Directeur du tournage : Zakhar Darevski
- Format : Noir et blanc - 1,37:1 - 35mm - Mono
- Production : Mosfilm
- Durée : 95 minutes
- Langue : russe
- Dates de sortie : 
  - URSS : 10 décembre 1936
  - États-Unis : 19 février 1937

## Distribution
- Mikhaïl Astangov : Kostia
- Boris Dobronravov : Gromov, directeur du camp de travail
- Alexandre Tcheban : chef de la Guépéou
- Boris Tamarine : ingénieur Sadovski, condamné pour sabotage
- Gennadi Mitchourine : ingénieur Botkine, condamné pour sabotage
- Vera Ianoukova : Sonia, condamnée pour banditisme
- Maria Goritcheva : mère de Sadovski
- Mikhaïl Ianchine : Max, condamné pour détournement de fonds
- Alexandre Antonov : Vania le fier-à-bras, détenu
- Nadejda Iermakovitch : Margarita Ivanova, ancienne chargée d'affaires de Sadovski
- Elena Ponsova : Fefela, détenue
- Pavel Olenev : Sacha, condamné pour escroquerie
- Konstantin Nazarenko : Lemon, détenu
- Vladimir Ouralski : Tchaïkovski, ancien magasinier
- Vassili Bokarev : commandant du camp
- Mark Bernes : épisode